# خرس سیاه ژاپنی
خرس سیاه ژاپنی (نام علمی: Ursus thibetanus japonicus) نام یک زیرگونه از خرس سیاه آسیایی است که در ژاپن در سه جزیره هونشو، شیکوکو و کیوشو زندگی می‌کند.